# Peter Voswinckel
Peter Voswinckel (né le 9 novembre 1951 à Soest) est un historien médical allemand.

## Biographie
Voswinckel étudie à l'école en Soest. Après avoir obtenu son diplôme d'études secondaires en 1970, il commence à étudier l'histoire et la philosophie ainsi que la médecine humaine. L'approbation a lieu en 1981. Voswinckel travaille d'abord comme médecin assistant en hématologie et oncologie à Munich et Karlsruhe. En 1985, il commence à travailler dans le domaine de l'histoire médicale et termine son habilitation à Aix-la-Chapelle en 1990. De 1992 à 2002, il travaille comme assistant de recherche à l'Institut d'histoire de la médecine et des sciences de Lübeck.
Ses principaux intérêts de recherche concernaient les domaines de la biographie médicale et de la recherche sur l'émigration.
En 1997, Voswinckel est nommé professeur adjoint à l'Université RWTH d'Aix-la-Chapelle. Après 2002, il travaille d'abord comme historien médical indépendant et de 2012 à 2021, il est directeur du Centre de recherche historique et des archives de la Société allemande d'hématologie et d'oncologie médicale (de) à Berlin.

## Famille
Voswinckel est le plus jeune fils de l'homme d'affaires Carl Voswinckel (1902-1967) et de son épouse Käthe Voswinckel, née Siepmann, (1910-1994) ; il est le petit-fils du forgeron Emil Siepmann (de) (1863-1950). Voswinckel est marié et père de deux enfants ; Il vit à nouveau dans le Schleswig-Holstein depuis 2020.

## Publications
- Der Fall Seveso. Kurzfassung eines Seminarvortrags mit Bildern. Seminar über Umweltprobleme mit Besonderer Berücksichtigung der Strahlenbelastung, Université de Münster, WS 76/77. Institut für Strahlenbiologie. Klartext, Brême, 1977.
- Arzt und Auto. Das Auto und seine Welt im Spiegel des Deutschen Ärzteblattes (de) von 1907 bis 1975 (= Studien zur Medizin-, Kunst- und Literaturgeschichte. Bd. 4). Murken-Altrogge, Münster, 1981,  (ISBN 3-921801-06-0). doi:10.4126/FRL01-006427234.
- 50 Jahre Deutsche Gesellschaft für Hämatologie und Medizinische Onkologie. Murken-Altrogge, Herzogenrath, 1987,  (ISBN 3-921801-47-8).
- Der schwarze Urin. Vom Schrecknis zum Laborparameter. Urina Nigra. Alkaptonurie, Hämoglobinurie, Myoglobinurie, Porphyrinurie, Melanurie. Blackwell Wissenschaft, Berlin, 1993 [Vertrieb: Georg Olms Verlag, Hildesheim],  (ISBN 3-89412-123-8).
- Isidor Fischer (de), Biographisches Lexikon hervorragender Ärzte der letzten fünfzig Jahre. Band III: Nachträge und Ergänzungen (Abad–Komp). Olms, Hildesheim, 2002,  (ISBN 3-487-11659-6).
- Geführte Wege. Die Lübecker Märtyrer in Wort und Bild. Butzon & Bercker, Kevelaer, 2010, 3e éd. 2011,  (ISBN 978-3-7666-1391-2).
- Dokumente zum Thema Lübecker Märtyrer 1941–1945, im Auftrag des Kulturbüros der Hansestadt Lübeck, gefördert von der Gemeinnützigen Sparkassenstiftung zu Lübeck, zusammengestellt von Peter Voswinckel. Ohne Verlag, Lübeck, 2011
- 1937-2012. Die Geschichte der Deutschen Gesellschaft für Hämatologie und Onkologie im Spiegel ihrer Ehrenmitglieder. – „Verweigerte Ehre“. Dokumentation zu Hans Hirschfeld. Deutsche Gesellschaft für Hämatologie und Medizinische Onkologie e.V.: [Berlin 2012] 3. Ergänzte Aufl. Berlin, 2020, 170 S.  (ISBN 978-3-00-039487-4). doi:10.4126/FRL01-006424707.
- Erinnerungsort Krebsbaracke. Klarstellungen um das erste interdisziplinäre Krebsforschungsinstitut in Deutschland (Berlin, Charité). 1. Aufl. 2014, 2. durchgesehene und erweiterte Aufl. 2019. Deutsche Gesellschaft für Hämatologie und Onkologie (DGHO), Berlin,  (ISBN 978-3-9816354-2-3). doi:10.4126/FRL01-006424706.
- Das verschüttete Antlitz des Generalsekretärs. Spurensuche als posthume Würdigung von Prof. George Meyer (1860–1923). Zugleich ein medizinhistorisches Lehrstück. Deutsche Gesellschaft für Hämatologie und Medizinische Onkologie (DGHO), Berlin, 2015,  (ISBN 978-3-9816354-8-5). doi:10.4126/FRL01-006427417.
- Fundstücke aus dem DGHO-Archiv 1937-2017. Deutsche Gesellschaft für Hämatologie und Medizinische Onkologie, Berlin 2017, 2. durchges. und erg. Auflage 2021,  (ISBN 978-3-9818079-2-9). doi:10.4126/FRL01-006426870.
- Dr. med. Josef Löbel (de), Franzensbad/Berlin (1882–1942). Botschafter eines heiteren deutschen Medizin-Feuilletons in Wien – Berlin – Prag. 1. Aufl. 2018, 3. durchgesehene und ergänzte Aufl. 2021. Deutsche Gesellschaft für Hämatologie und Medizinische Onkologie (DGHO), Berlin, 2021,  (ISBN 978-3-9818079-4-3), 178 Seiten. doi:10.4126/FRL01-006425659.
- Verwässerung und Verleugnung einer Gründungsgeschichte der Onkologie. Ernst von Leyden und seine Bedeutung für Disziplinbildung und Internationalität. Hrsg. von der Deutschen Gesellschaft für Hämatologie und Medizinische Onkologie DGHO e.V., Selbstverlag DGHO e. V., Berlin, 2019,  (ISBN 978-3-9818079-8-1). doi:10.4126/FRL01-006429431.
- Nachrufe und Gedenkartikel. Ernst von Leyden (1832–1910). Hrsg. von der Deutschen Gesellschaft für Hämatologie und Medizinische Onkologie DGHO e.V. (Historische Forschungsstelle und Archiv), Selbstverlag DGHO e. V., Berlin, 2019. Digitale Version dem obenstehenden Titel (2019) beigeheftet.